# Your Mamma Won't Like Me
Your Mamma Won't Like Me je třetí studiové album americké zpěvačky a baskytaristky Suzi Quatro, vydané v roce 1975 u Rak Records. Album obsahuje deset skladeb. V roce 2012 bylo album digitálně remasterováno (7T's Records).

## Seznam skladeb
| Pořadí         | Název                            | Autor                          | Délka |
| -------------- | -------------------------------- | ------------------------------ | ----- |
| 1.             | I Bit Off More Than I Could Chew | Mike Chapman, Nicky Chinn      | 3:44  |
| 2.             | Strip Me                         | (Chapman, Chinn)               | 3:10  |
| 3.             | Paralysed                        | (Suzi Quatro, Len Tuckey)      | 2:44  |
| 4.             | Prisoner of Your Imagination     | (Quatro, Tuckey)               | 4:51  |
| 5.             | Your Mamma Won't Like Me         | (Chapman, Chinn)               | 3:59  |
| 6.             | Can't Trust Love                 | (Quatro, Tuckey)               | 3:42  |
| 7.             | New Day Woman                    | (Quatro, Tuckey)               | 3:37  |
| 8.             | Fever                            | (Eddie Cooley, John Davenport) | 3:39  |
| 9.             | You Can Make Me Want You         | (Quatro, Tuckey)               | 3:43  |
| 10.            | Michael                          | (Quatro, Tuckey)               | 3:31  |
| Celková délka: | Celková délka:                   | Celková délka:                 | 34:00 |